# Pseudomonilicaryon anser
Pseudomonilicaryon anser es una especie de ciliados unicelulares de la familia Dilepididae, también conocida con el nombre de Dileptus anser y Dileptus cygnus. La especie es común en estanques de agua dulce, estanques estáticos, musgos y suelos.
Durante casi un siglo y medio, la especie fue clasificada en el género Dileptus. En 2012, tras una revisión exhaustiva del grupo de los diléptidos, se trasladó al género Pseudomonilicaryon, que se distingue del Dileptus por la forma de su macronúcleo. El macronúcleo de Pseudomonilicaryon se organiza como una cadena de cuentas, mientras que el de Dileptus se compone de pequeños nódulos dispersos por todo el citoplasma de la célula.